# Maison de Bourgogne au Portugal
Pour les articles homonymes, voir Maison de Bourgogne.
La maison royale de Portugal est issue du mariage en 1093 de Henri de Bourgogne et de Thérèse de León (v. 1080-1130), comtesse souveraine de Portugal, fille du roi de Léon et Castille Alphonse VI, lui-même l'héritier des droits dynastiques sur l'ancien comté souverain de Portugal détenus par sa grand-mère maternelle, la reine de León Elvira Mendes, comtesse souveraine de Portugal (995-1022) (femme d'Alphonse V, roi de León), avec qui avait fini l'ancienne dynastie régnante des comtes de Portugal du haut Moyen Âge, dont le dernier a été vaincu en bataille par un roi de León. En effet, au Portugal comme dans la plupart de la péninsule Ibérique, n'a jamais existé de loi salique, et les femmes ont toujours régné et transmis les droits sur la couronne, de même que les biens et noms de famille, ainsi que les titres des maisons. La mère de la princesse Thérèse de Portugal était Dona Ximena Moniz, fille des comtes de Berço, galiciens, parente du roi, et descendante des anciens comtes de Portugal, tout comme des comtes de Coimbra, des comtes d'Asturies, des rois de León et de Galice.
La comtesse Thérèse de Portugal a été mariée par son père très jeune, en premières noces, avec le prince Henri de Bourgogne, cadet de la maison de Bourgogne, frère puîné de Eudes Ier, duc de Bourgogne, et petit-fils maternel des comtes souverains de Barcelone, Berenguer Raymond et Sybille de Llucà. Il était le petit-fils paternel de Robert le Vieux (+ 1076), duc de Bourgogne (fils de Robert II le Pieux, roi de France, et de la reine Constance d'Arles), et d'Ermengarde d'Anjou. On croit cependant que la langue maternelle du comte Henri était le catalan, tout comme celle de sa femme était la galaïco-portugaise, alors généralement parlée à la cour de León.
Henri de Bourgogne est dit parti combattre en croisade les Maures aux Espagnes, on suppose envoyé par Bernard de Clairvaux ; le roi de León Alphonse VI de Castille lui donna, lors de son mariage, le gouvernement du comté de Portugal pendant la minorité de sa femme la reine-comtesse. Il rechercha l'indépendance de son fief, dont le roi de León était suzerain depuis le temps de la comtesse Elvira, allant à Rome à cet effet. Après la mort d'Henri, la comtesse Thérèse de Portugal gouverne seule, se mariant avec postérité une deuxième fois avec le plus puissant comte de Galice, le comte de Trava. Cette alliance avec la noblesse galicienne, du royaume voisin, toutefois, déplut à quelques puissants nobles portugais, qui ont demandé à son fils le prince Alphonse Henriques, du premier lit, de prendre les rênes du pouvoir, ce qu'il fit à la bataille de São Mamede, expulsant du Portugal les Galiciens et sa mère. Il régna ensuite avec les titres d'infant, de prince, puis finalement de roi de Portugal (Alphonse Ier Henriques roi de Portugal) après sa grande victoire militaire sur les musulmans, dans le Sud, à la bataille d'Ourique, en 1139. En 1143, il signa avec son cousin Alphonse VII, roi de León et Castille le traité de Zamora, par lequel il rejetait tous liens de suzeraineté avec le roi de León, en se déclarant vassal du pape Alexandre III, qui le reconnut duc, puis finalement roi en 1179 par la bulle Manifestum Probatum.
La branche ainée issue de Dom Afonso Henriques se perpétua par les mâles jusqu'en 1383. À cette date, où mourut le roi Ferdinand Ier de Portugal, le Beau, il ne restait que :
- sa fille, princesse héritière, la reine Béatrice Ie de Portugal, mariée à Jean Ier de Castille ; sa mère, la reine Dona Leonor Teles de Meneses, est régente de Portugal en son nom durant les deux ans de révolution qui ont mis fin à ce règne.
- deux demi-frères, infants de Portugal issus du mariage secret de Pierre Ier de Portugal et d'Inès de Castro, et déclarés non dynastes par les Cortes à Coimbra lors de la Révolution de 1383-85.
- un frère bâtard, Jean, grand-maître de l'Ordre d'Aviz

Jean d'Aviz détrôna sa nièce et monta sur le trône, fondant la dynastie d'Aviz.
Voir aussi : armorial de la maison royale de Portugal

## Généalogie
```
Robert II de France
 (972-1031)
x 3) 
Constance d'Arles

│
├─>
Henri 
I
er
 de France
, roi de France
│  │
│  └─>
Généalogie des Capétiens directs

│ 
└3>
Robert 
I
er
 Le Vieux (1011-1076), duc de Bourgogne
   X 1) Hélie de Sémur
   │
   └1>
Henri
 (1035-1066)
      X Sibylle de Barcelone
      │
      ├─>
Hugues 
I
er
 (1057-1093), duc de Bourgogne
      │
      ├─>
Eudes 
I
er
 (1058-1103), duc de Bourgogne
      │  │
      │  └─>
maison capétienne de Bourgogne

      │
      └─>
Henri de Bourgogne, comte régent de Portugal
 (1066-1112)
         X 
Thérèse
, comtesse souveraine de Portugal
            X (2es noces) Fernão Pires, comte de Trava
         │
         ├─>Alphonse Henriques (1094-ap.1110)
         │
         ├─>Urraque, infante de Portugal (1096-ap.1130)
         │  X Bermudo Pires de Trava, comte de Trava et de Trastamare, beau-frère de sa mère
         │
         ├─>Sancha, infante de Portugal (1098-ap.1129)
         │  X Fernão Mendes, seigneur de Bragance
         │
         ├─>Thérèse, infante de Portugal (1102-)
         │  X Sancho Nunes, seigneur de Barbosa
         │
         ├─>Henri Henriques
         |
         ├─>
Alphonse 
I
er
 Henriques de Portugal
 (1109 ou 1110-1185), infant de Portugal, prince de Portugal, 
1
er
 
roi
 de Portugal
            X 
Mathilde de Savoie

            │
            ├─>Henri Alphonse (1147-ap.1156)
            │
            ├─>Mathilde, infante de Portugal (1149-1173)
            │  X 
Alphonse II d'Aragon
 (+1196)
            │
            ├─>Urraca, infante de Portugal (1151-1188)
            │  X 
Ferdinand II
 (+1188), roi de Léon et Castille
            │
            ├─>Sancha Alphonse (1153-ap.1159)
            │
            ├─>
Sanche 
I
er
 de Portugal
 (1154-1211), roi de Portugal
            │  X 
Douce de Barcelone
, infante d'Aragon
            │  │
            │  ├─>Thérèse, infante de Portugal (1176-1250)
            │  │  X 
Alphonse IX
 (*1171 +1230), roi de Léon et Castille
            │  │
            │  ├─>Sancha Sanches (1178-1229), abbesse de Lorvão
            │  │
            │  ├─>Raymond Sanches (1180-1189)
            │  │
            │  ├─>Constance Sanches (1182-1202)
            │  │
            │  ├─>
Alphonse II de Portugal
 (1185-1223), roi de Portugal
            │  │  X 
Urraque
, infante de Léon et Castille (1186-1220)
            │  │  │
            │  │  ├─>
Sanche II de Portugal
 (1207-1248), roi de Portugal
            │  │  │  X Mancia de Biscaye
            |  |  |
            │  │  ├─>Eléonore, infante de Portugal (1211-31)
            │  │  │  X Valdemar III, roi de Danemark
            |  |  |
            │  │  ├─>
Alphonse III de Portugal
 (1210-1279), roi de Portugal
            │  │  │  X 1) Mathilde, comtesse souveraine de Boulogne
            │  │  │  X 2) Béatrice de Léon et Castille
            │  │  │  │
            │  │  │  ├1>Robert (1239-jeune)
            │  │  │  │
            │  │  │  ├1>un fils (1240-jeune)
            │  │  │  │
            │  │  │  ├2>Blanche (1259-1321), abbesse de Lorvão
            │  │  │  │
            │  │  │  ├2>Ferdinand (1260-1262)
            │  │  │  │
            │  │  │  ├2>
Denis 
I
er
 de Portugal
 (1261-1325), roi de Portugal
            │  │  │  │  X Sainte Isabelle d'Aragon (la Reine Sainte)
            │  │  │  │  │
            │  │  │  │  ├─>Constance, infante de Portugal (1290-1313)
            │  │  │  │  │  X 
Ferdinand IV
, roi de León et de Castille
            │  │  │  │  │
            │  │  │  │  ├─>
Alphonse IV de Portugal
 (1291-1357), roi de Portugal
            │  │  │  │  │  X Béatrice, infante de Léon et Castille
            │  │  │  │  │  │
            │  │  │  │  │  ├─>Marie, infante de Portugal (1313-1357)
            │  │  │  │  │  │  X 
Alphonse XI
, roi de León et de Castille
            │  │  │  │  │  │
            │  │  │  │  │  ├─>Alphonse (1315-1315)
            │  │  │  │  │  │
            │  │  │  │  │  ├─>Denis (1317-1318)
            │  │  │  │  │  │
            │  │  │  │  │  ├─>
Pierre 
I
er
 de Portugal
 (1320-1367), roi de Portugal
            │  │  │  │  │  │  X 1) Blanche, infante de Léon et Castille
            │  │  │  │  │  │  X 2) Constance, infante de Léon et Castille
            │  │  │  │  │  │  X 3) Agnès de Castro (descendance dynaste jusqu’à 1385)
            │  │  │  │  │  │  │
            │  │  │  │  │  │  ├2>Louis (1340-1340)
            │  │  │  │  │  │  │
            │  │  │  │  │  │  ├2>
Ferdinand 
I
er
 de Portugal
 (1345-1383), roi de Portugal
            │  │  │  │  │  │  │  X  Éléonore Teles de Meneses
            │  │  │  │  │  │  │  │
            │  │  │  │  │  │  │  ├─>Pierre (1370-1370)
            │  │  │  │  │  │  │  │
            │  │  │  │  │  │  │  ├─>Alphonse (1371-1371)
            │  │  │  │  │  │  │  │
            │  │  │  │  │  │  │  ├─>
Béatrice de Portugal (1372-1410)
, reine de Portugal
            │  │  │  │  │  │  │  │  x 
Jean 
I
er
 de Castille

            │  │  │  │  │  │  │  │
            │  │  │  │  │  │  │  └i>Isabelle (1364-ap.1395)
            │  │  │  │  │  │  │     X Alfonso Enriquez, comte de 
Gijon
 et de 
Noroña

            │  │  │  │  │  │  │
            │  │  │  │  │  │  ├3>Béatrice (1347-1381)
            │  │  │  │  │  │  │  X Sanche de Léon et Castille, comte d'Albuquerque
            │  │  │  │  │  │  │
            │  │  │  │  │  │  ├3>Alphonse (1348-)
            │  │  │  │  │  │  │
            │  │  │  │  │  │  ├3>Jean, duc de Valência de Campos
            │  │  │  │  │  │  │     
(descendance)

            │  │  │  │  │  │  │
            │  │  │  │  │  │  ├3>Denis, duc de Cifuentes et Escalona
            │  │  │  │  │  │  │     
(descendance)

            │  │  │  │  │  │  │
            │  │  │  │  │  │  └i>
Jean 
I
er
 de Portugal

            │  │  │  │  │  │     │
            │  │  │  │  │  │     └─>
Dynastie d'Aviz

            │  │  │  │  │  │
            │  │  │  │  │  ├─>Isabelle (1324-1326)
            │  │  │  │  │  │
            │  │  │  │  │  ├─>Jean (1326-1327)
            │  │  │  │  │  │
            │  │  │  │  │  ├─>Éléonore (1328-1348)
            │  │  │  │  │  │  X 
Pierre IV d'Aragon

            │  │  │  │  │  │
            │  │  │  │  │  └i>Marie
            │  │  │  │  │     X Fernando, seigneur de Valencia de Campos
            │  │  │  │  │
            │  │  │  │  ├i>Alphonse (-1329)
            │  │  │  │  │  X Thérèse, comtesse d'Albuquerque 
            │  │  │  │  │  │
            │  │  │  │  │  └─>Jean (1305-1354), comte d'Albuquerque 
            │  │  │  │  │     X Isabel Teles de Molina (+ ap. 1354)
            │  │  │  │  │     │
            │  │  │  │  │     ├i>Martin (1325-1365), seigneur d'Albuquerque 
            │  │  │  │  │     │
            │  │  │  │  │     ├i>Ferdinand Alphonse d'Albuquerque (1327-ap.1384), seigneur de Villa Nova de Anços, maître de Sant'Iago.
            │  │  │  │  │     │  │
            │  │  │  │  │     │  ├i>Jeanne d'Albuquerque
            │  │  │  │  │     │  │  X Gonçalo Vasques Coutinho, seigneur do Couto de Leomil, maréchal de Portugal
            │  │  │  │  │     │  │
            │  │  │  │  │     │  └i>Thérèse d'Albuquerque
            │  │  │  │  │     │     X Vasco Martins da Cunha, seigneur de Táboa
            │  │  │  │  │     │
            │  │  │  │  │     ├i>Béatrice d'Albuquerque
            │  │  │  │  │     │  X Jean Alphonse Teles de Meneses, 
comte de Barcelos
, 
amiral de Portugal

            │  │  │  │  │     │
            │  │  │  │  │     ├i>Marie d'Albuquerque
            │  │  │  │  │     │  X Gonçalo Teles de Meneses, comte de Neiva et comte de Faria
            │  │  │  │  │     │
            │  │  │  │  │     └i>Pierre Gilles d'Albuquerque
            │  │  │  │  │
            │  │  │  │  ├i>Pierre (1287-1354), 
comte de Barcelos

            │  │  │  │  │  X 1) Blanche Peres de Sousa
            │  │  │  │  │  X 2) Marie Ximenes Coronel 
            │  │  │  │  │  X 3) Thérèse Eanes de Toledo
            │  │  │  │  │  │
            │  │  │  │  │  ├─>Pierre Alphonse 
            │  │  │  │  │  │
            │  │  │  │  │  └─>Marie Ximenes
            │  │  │  │  │
            │  │  │  │  ├i>Jean Alphonse, seigneur de Lousã (-1336)
            │  │  │  │  │  X Jeanne Ponce de Leão
            │  │  │  │  │  │
            │  │  │  │  │  ├─>Urraca Afonso
            │  │  │  │  │  │  X Alvaro Perez de Guzmán, seigneur de Gibraleon et de Manzanedo
            │  │  │  │  │  │
            │  │  │  │  │  └i>Leonor de Arouca
            │  │  │  │  │     X Gonçalo Martins de Portocarreiro
            │  │  │  │  │
            │  │  │  │  ├i>Marie
            │  │  │  │  │  X Jean Alphonse de la Cerda, seigneur de Gibraleon
            │  │  │  │  │
            │  │  │  │  ├i>Ferdinand Sanches 
            │  │  │  │  │  X Froile Anes de Briteiros
            │  │  │  │  │
            │  │  │  │  ├i>Pierre
            │  │  │  │  │  X Marie Mendes
            │  │  │  │  │
            │  │  │  │  └i>Marie (-1320), nonne
            │  │  │  │
            │  │  │  ├2>Alphonse (1263-1312), infant de Portugal, seigneur de Portalegre
            │  │  │  │  X Violante Manoel, infante de Léon et Castille (1265-1314)
            │  │  │  │  │
            │  │  │  │  ├─>Alphonse (1288-1300), seigneur de Leiria
            │  │  │  │  │
            │  │  │  │  ├─>Marie (1290-)
            │  │  │  │  │  X 1) Telo Alphonse III de Molina (+1315), seigneur de Meneses
            │  │  │  │  │  X 2) Ferdinand Díaz de Haro, seigneur de Orduña
            │  │  │  │  │
            │  │  │  │  ├─>Isabelle, infante de Portugal (1292-1367)
            │  │  │  │  │  X Jean, infant de Léon et Castille (+1326), seigneur de Biscaye
            │  │  │  │  │
            │  │  │  │  ├─>Constance (1294-)
            │  │  │  │  │  X Jean Nunez de Lara
            │  │  │  │  │
            │  │  │  │  └─>Béatrice (1298-)
            │  │  │  │     X Pierre Fernandes de Castro (+1343), seigneur de Lemos
            │  │  │  │
            │  │  │  ├2>Sancha (1264-1302)
            │  │  │  │
            │  │  │  ├2>Marie (1264-1304)
            │  │  │  │
            │  │  │  ├2>Constance (1266-1271)
            │  │  │  │
            │  │  │  ├2>Vincent (1268-1271)
            │  │  │  │
            │  │  │  ├i>Ferdinand 
            │  │  │  │
            │  │  │  ├i>
Afonso Dinis
 
(pt)
 († 1310), seigneur de Vila Pouca
            │  │  │  │  X Marie Pais, la "Ribeirinha"
            │  │  │  │  │
            │  │  │  │  ├─>Pedro Afonso de Sousa
            │  │  │  │  │  │
            │  │  │  │  │  └─>Vasco Afonso de Sousa, seigneur de 
Castil-Anzur

            │  │  │  │  │     │
            │  │  │  │  │     └─>Diego Alfonso de Sousa
            │  │  │  │  │        │
            │  │  │  │  │        └─>Juan Alfonso de Sousa († 1479), 
seigneur de Rabanales
 
(es)

            │  │  │  │  │           │
            │  │  │  │  │           └─>Diego Alfonso de Sousa († 1502), seigneur de Rabanales
            │  │  │  │  │              │
            │  │  │  │  │              └─>Antonio Alfonso de Sousa, seigneur de Rabanales
            │  │  │  │  │                 │
            │  │  │  │  │                 └─>Diego Alfonso de Sousa, seigneur de Rabanales
            │  │  │  │  │                    │
            │  │  │  │  │                    └─>Antonio Alfonso de Sousa, seigneur de Rabanales
            │  │  │  │  │                       │
            │  │  │  │  │                       └─>Juan Alfonso de Sousa († 1678), seigneur de Rabanales
            │  │  │  │  │                          │
            │  │  │  │  │                          └─>Vasco Alfonso de Sousa († 1707), marquis de Guadalcázar
            │  │  │  │  │                             │
            │  │  │  │  │                             └─>Juan Alfonso de Sousa (1698-1764), marquis de Guadalcázar
            │  │  │  │  │                                │
            │  │  │  │  │                                ├─>Vasco Alfonso de Sousa (1722-1780), marquis de Guadalcázar
            │  │  │  │  │                                │
            │  │  │  │  │                                └─>Pedro Alfonso de Sousa (1733-1783)
            │  │  │  │  │                                   │
            │  │  │  │  │                                   └─>
comtes de los Arenales
 
(es)
, 
marquis de Guadalcázar
 
(es)
...
 (branche éteinte en 1891)
            │  │  │  │  │
            │  │  │  │  └─>
Diogo Afonso de Sousa
 
(pt)
 († 1344)
            │  │  │  │     │
            │  │  │  │     └─>
Álvaro Dias de Sousa
 
(pt)
 († 1365)
            │  │  │  │        │
            │  │  │  │        └─>Lopo Dias de Sousa (1350-1435)
            │  │  │  │           │
            │  │  │  │           └i>Diogo Lopes de Sousa
            │  │  │  │              │
            │  │  │  │              └─>Álvaro († 1471)
            │  │  │  │                 │
            │  │  │  │                 └─>Diogo Lopes de Sousa († 1516)
            │  │  │  │                    │
            │  │  │  │                    └─>Henrique
            │  │  │  │                       │
            │  │  │  │                       └─>Vasco
            │  │  │  │                          │
            │  │  │  │                          └─>Henrique de Sousa Tavares († 1627), 
comte de Miranda do Corvo
 
(pt)

            │  │  │  │                             │
            │  │  │  │                             └─>Diogo Lopes de Sousa (1582-1640), comte de Miranda do Corvo
            │  │  │  │                                │
            │  │  │  │                                ├─>Henrique de Sousa Tavares (1626-1706), 
marquis d'Arronches
 
(pt)

            │  │  │  │                                │  │
            │  │  │  │                                │  └─>Diogo (1646-1672)
            │  │  │  │                                │     │
            │  │  │  │                                │     └─>Mariana (1672-1742), marquise d'Arronches
            │  │  │  │                                │        X 
Charles-Joseph de Ligne
 
(pt)
 (1661-1713)
            │  │  │  │                                │
            │  │  │  │                                └─>
Luiz de Sousa
 (1630-1702), cardinal, 
archevêque de Lisbonne

            │  │  │  │
            │  │  │  ├i>Gilles Alphonse
            │  │  │  │  │
            │  │  │  │  └i>Laurent Gilles (-1346)
            │  │  │  │
            │  │  │  ├i>
Martim Afonso Chichorro
 
(pt)

            │  │  │  │  X Agnès Lourenço de Sousa et Valadares
            │  │  │  │  │
            │  │  │  │  └─>
Martim Afonso Chichorro II
 
(pt)

            │  │  │  │     │
            │  │  │  │     └─>
Vasco Martins de Sousa Chichorro
 
(pt)
 (1320-1386)
            │  │  │  │        │
            │  │  │  │        ├─>Martim Afonso de Sousa (1355-1415)
            │  │  │  │        │  │
            │  │  │  │        │  ├─>Gonçalo Anes de Sousa
            │  │  │  │        │  │  │
            │  │  │  │        │  │  └i>
Gonçalo de Sousa
 
(pt)
, 
grand commandeur
 de l'
ordre du Christ

            │  │  │  │        │  │     │
            │  │  │  │        │  │     └i>Pedro de Sousa
            │  │  │  │        │  │        │
            │  │  │  │        │  │        └i>Jorge de Sousa
            │  │  │  │        │  │           │
            │  │  │  │        │  │           ├─>Manuel de Sousa, capitaine de 
Chaul
 
(pt)

            │  │  │  │        │  │           │
            │  │  │  │        │  │           └─>Fernão de Sousa, capitaine de Chaul
            │  │  │  │        │  │
            │  │  │  │        │  ├i>Martim Afonso de Sousa Chichorro
            │  │  │  │        │  │  │
            │  │  │  │        │  │  ├─>Fernão, seigneur de 
Gouveia de Riba-Tâmega
 (1473)
            │  │  │  │        │  │  │  │
            │  │  │  │        │  │  │  ├─>António, seigneur de Gouveia
            │  │  │  │        │  │  │  │  │
            │  │  │  │        │  │  │  │  └─>Fernão, seigneur de Gouveia
            │  │  │  │        │  │  │  │     │
            │  │  │  │        │  │  │  │     └─>Martim Afonso, seigneur de Gouveia
            │  │  │  │        │  │  │  │        │
            │  │  │  │        │  │  │  │        └─>
Fernão de Sousa
 
(pt)
, seigneur de Gouveia, 
gouverneur de l'Angola

            │  │  │  │        │  │  │  │           │
            │  │  │  │        │  │  │  │           ├─>
Diogo de Sousa
 
(pt)
 († 1678), 
archevêque d'Évora

            │  │  │  │        │  │  │  │           │
            │  │  │  │        │  │  │  │           └─>
Thomé de Sousa
 
(pt)
 († 1650), seigneur de Gouveia
            │  │  │  │        │  │  │  │              X Francisca de Menezes Coutinho de Castelo-Branco
            │  │  │  │        │  │  │  │              │
            │  │  │  │        │  │  │  │              ├─>Fernão de Sousa Coutinho († 1707), 
comte de Redondo
 
(pt)

            │  │  │  │        │  │  │  │              │  │
            │  │  │  │        │  │  │  │              │  ├─>Tomé de Sousa Coutinho (1677-1717), comte de Redondo
            │  │  │  │        │  │  │  │              │  │  │
            │  │  │  │        │  │  │  │              │  │  └─>Fernando de Sousa Coutinho (1716-1791), comte de Redondo
            │  │  │  │        │  │  │  │              │  │     │
            │  │  │  │        │  │  │  │              │  │     └─>Tomé de Sousa Coutinho (1753-1813), 
marquis de Borba
 
(pt)

            │  │  │  │        │  │  │  │              │  │        │
            │  │  │  │        │  │  │  │              │  │        ├─>
Fernando Maria de Sousa Coutinho
 
(pt)
 (1776-1834), marquis de Borba
            │  │  │  │        │  │  │  │              │  │        │  │
            │  │  │  │        │  │  │  │              │  │        │  ├─>José Luís Gonzaga de Sousa Coutinho (1797-1863), comte de Redondo
            │  │  │  │        │  │  │  │              │  │        │  │  │
            │  │  │  │        │  │  │  │              │  │        │  │  └─>Fernando Luís de Sousa Coutinho (1835-1928), marquis de Borba
            │  │  │  │        │  │  │  │              │  │        │  │     │
            │  │  │  │        │  │  │  │              │  │        │  │     └─>José Luís de Sousa Coutinho (1859-1930), marquis de Borba
            │  │  │  │        │  │  │  │              │  │        │  │        │
            │  │  │  │        │  │  │  │              │  │        │  │        └─>Fernando de Sousa Coutinho (1883-1945), marquis de Borba
            │  │  │  │        │  │  │  │              │  │        │  │           │
            │  │  │  │        │  │  │  │              │  │        │  │           └─>António Luís de Sousa Coutinho (1925-2007), marquis de Borba
            │  │  │  │        │  │  │  │              │  │        │  │              │
            │  │  │  │        │  │  │  │              │  │        │  │              └─>Fernando de Sousa Coutinho (1956-), marquis de Borba
            │  │  │  │        │  │  │  │              │  │        │  │                 │
            │  │  │  │        │  │  │  │              │  │        │  │                 ├─>António Luís de Sousa Coutinho (1982-)
            │  │  │  │        │  │  │  │              │  │        │  │                 │
            │  │  │  │        │  │  │  │              │  │        │  │                 ├─>Francisco Xavier de Sousa Coutinho (1984-)
            │  │  │  │        │  │  │  │              │  │        │  │                 │
            │  │  │  │        │  │  │  │              │  │        │  │                 └─>Afonso de Sousa Coutinho (1986-)
            │  │  │  │        │  │  │  │              │  │        │  │
            │  │  │  │        │  │  │  │              │  │        │  └─>António Luís de Sousa Coutinho (1799-1872), 
comte d'Oriola
 
(pt)

            │  │  │  │        │  │  │  │              │  │        │     │
            │  │  │  │        │  │  │  │              │  │        │     └─>José Lobo da Silveira (1826-1917), marquis d'Alvito
            │  │  │  │        │  │  │  │              │  │        │
            │  │  │  │        │  │  │  │              │  │        └─>Manuel José de Sousa Coutinho (1787-1815), 
comte du Barreiro
 
(pt)

            │  │  │  │        │  │  │  │              │  │
            │  │  │  │        │  │  │  │              │  └─>Rodrigo de Sousa Coutinho (1680-1748), baron de Santa Iria
            │  │  │  │        │  │  │  │              │     │
            │  │  │  │        │  │  │  │              │     └─>
Francisco Inocêncio de Sousa Coutinho
 
(pt)
 (1726-1780), 
gouverneur de l'Angola

            │  │  │  │        │  │  │  │              │        │
            │  │  │  │        │  │  │  │              │        ├─>
Rodrigo de Sousa Coutinho
 (1755-1812), 
comte de Linhares
 
(pt)

            │  │  │  │        │  │  │  │              │        │  │
            │  │  │  │        │  │  │  │              │        │  └─>
Vitório Maria de Sousa Coutinho
 (1790-1857), comte de 
Linhares

            │  │  │  │        │  │  │  │              │        │     │
            │  │  │  │        │  │  │  │              │        │     └─>Rodrigo de Sousa Coutinho (1823-1894), comte de Linhares
            │  │  │  │        │  │  │  │              │        │        │
            │  │  │  │        │  │  │  │              │        │        ├─>Nuno de Sousa Coutinho (1854-1929), comte de Linhares
            │  │  │  │        │  │  │  │              │        │        │  │
            │  │  │  │        │  │  │  │              │        │        │  └─>António de Sousa Coutinho (1881-1956)
            │  │  │  │        │  │  │  │              │        │        │     │
            │  │  │  │        │  │  │  │              │        │        │     └─>João António de Sousa Coutinho (1915–2007), comte de Linhares
            │  │  │  │        │  │  │  │              │        │        │        │
            │  │  │  │        │  │  │  │              │        │        │        └─>Maria Isabel de Sousa Coutinho (1955-), comtesse de Linhares
            │  │  │  │        │  │  │  │              │        │        │
            │  │  │  │        │  │  │  │              │        │        └─>Agostinho de Sousa Coutinho (1866-1923), 
marquis du Funchal
 
(pt)

            │  │  │  │        │  │  │  │              │        │           │
            │  │  │  │        │  │  │  │              │        │           └─>Domingos de Sousa Coutinho (1896-1984), marquis du 
Funchal

            │  │  │  │        │  │  │  │              │        │              │
            │  │  │  │        │  │  │  │              │        │              └─>Agostinho de Sousa Coutinho (1923-), marquis du Funchal
            │  │  │  │        │  │  │  │              │        │                 X Maria Cabral Madeira de Azevedo de Bourbon
[
1
]

            │  │  │  │        │  │  │  │              │        │                 │
            │  │  │  │        │  │  │  │              │        │                 ├─>Domingos de Sousa Coutinho (1955-)
            │  │  │  │        │  │  │  │              │        │                 │
            │  │  │  │        │  │  │  │              │        │                 ├─>Pedro de Sousa Coutinho (1959-)
            │  │  │  │        │  │  │  │              │        │                 │
            │  │  │  │        │  │  │  │              │        │                 └─>Rodrigo de Sousa Coutinho (1960-)
            │  │  │  │        │  │  │  │              │        │
            │  │  │  │        │  │  │  │              │        ├─>
José António de Sousa Coutinho
 
(pt)
 (1757-1817)
            │  │  │  │        │  │  │  │              │        │
            │  │  │  │        │  │  │  │              │        ├─>
Domingos António de Sousa Coutinho
 
(pt)
 (1760-1833), marquis du Funchal
            │  │  │  │        │  │  │  │              │        │
            │  │  │  │        │  │  │  │              │        └─>
Francisco Maurício de Sousa Coutinho
 
(pt)
 (1764-1823), 
gouverneur du Grão-Pará
 
(pt)

            │  │  │  │        │  │  │  │              │
            │  │  │  │        │  │  │  │              └─>
João de Sousa (1647-1710)
 
(pt)
, 
archevêque de Lisbonne

            │  │  │  │        │  │  │  │
            │  │  │  │        │  │  │  └i>João de Sousa
            │  │  │  │        │  │  │     │
            │  │  │  │        │  │  │     └─>António de Sousa († 1562), abbé de 
Vilar de Perdizes
 
(pt)

            │  │  │  │        │  │  │        │
            │  │  │  │        │  │  │        └i>Fernão de Sousa († 1597), seigneur de Vilar de Perdizes
            │  │  │  │        │  │  │           │
            │  │  │  │        │  │  │           └─>Alexandre de Sousa, seigneur de Vilar de Perdizes
            │  │  │  │        │  │  │              │
            │  │  │  │        │  │  │              └i>António de Sousa Pereira, seigneur de Vilar de Perdizes
            │  │  │  │        │  │  │                 │
            │  │  │  │        │  │  │                 └─>Alexandre de Sousa Pereira (1594-1644), seigneur de Vilar de Perdizes
            │  │  │  │        │  │  │                    │
            │  │  │  │        │  │  │                    └─>António de Sousa Pereira
            │  │  │  │        │  │  │                       │
            │  │  │  │        │  │  │                       └i>Alexandre de Sousa Pereira
            │  │  │  │        │  │  │                          │
            │  │  │  │        │  │  │                          └─>António de Sousa Pereira
            │  │  │  │        │  │  │                             │
            │  │  │  │        │  │  │                             └─>Alexandre de Sousa Pereira, seigneur de Vilar de Perdizes
            │  │  │  │        │  │  │                                │
            │  │  │  │        │  │  │                                └─>João de Sousa Pereira, seigneur de Vilar de Perdizes
            │  │  │  │        │  │  │                                   │
            │  │  │  │        │  │  │                                   └─>António de Sousa Pereira, seigneur de Vilar de Perdizes
            │  │  │  │        │  │  │                                      │
            │  │  │  │        │  │  │                                      └─>António Alexandre de Sousa Pereira (1825-1???)
            │  │  │  │        │  │  │
            │  │  │  │        │  │  ├─>Ruy, seigneur de 
Beringel

            │  │  │  │        │  │  │  │
            │  │  │  │        │  │  │  ├─>Martinho († 1513), seigneur de Sagres
            │  │  │  │        │  │  │  │  │
            │  │  │  │        │  │  │  │  └─>António
            │  │  │  │        │  │  │  │     │
            │  │  │  │        │  │  │  │     └─>Jorge de Sousa, gouverneur de 
la Mine

            │  │  │  │        │  │  │  │        │
            │  │  │  │        │  │  │  │        └i>Ambrózio de Sousa
            │  │  │  │        │  │  │  │           │
            │  │  │  │        │  │  │  │           └─>Paulo de Sousa
            │  │  │  │        │  │  │  │              │
            │  │  │  │        │  │  │  │              └─>Fernão de Sousa († 1674), 
gouverneur de Pernambouc
 
(pt)

            │  │  │  │        │  │  │  │
            │  │  │  │        │  │  │  ├─>Diogo
            │  │  │  │        │  │  │  │  │
            │  │  │  │        │  │  │  │  └─>Leonardo
            │  │  │  │        │  │  │  │     │
            │  │  │  │        │  │  │  │     └─>João
            │  │  │  │        │  │  │  │        │
            │  │  │  │        │  │  │  │        └─>João de Sousa († 1664), 
président du sénat de Lisbonne
 
(pt)

            │  │  │  │        │  │  │  │
            │  │  │  │        │  │  │  ├─>Pedro (1468-1563), 
comte du Prado
 
(pt)

            │  │  │  │        │  │  │  │  │
            │  │  │  │        │  │  │  │  └─>Francisco, seigneur de Beringel
            │  │  │  │        │  │  │  │     │
            │  │  │  │        │  │  │  │     └─>Pedro, seigneur de Beringel
            │  │  │  │        │  │  │  │        │
            │  │  │  │        │  │  │  │        ├─>Luís de Sousa († 1577), seigneur de Beringel
            │  │  │  │        │  │  │  │        │  │
            │  │  │  │        │  │  │  │        │  └─>
Luís de Sousa
 
(pt)
 († 1643), 
gouverneur du Brésil

            │  │  │  │        │  │  │  │        │
            │  │  │  │        │  │  │  │        └─>
Francisco de Sousa
 
(pt)
 († 1611), 
gouverneur du Brésil

            │  │  │  │        │  │  │  │           │
            │  │  │  │        │  │  │  │           └─>
Antônio de Sousa
 
(pt)
 († 1631)
            │  │  │  │        │  │  │  │              │
            │  │  │  │        │  │  │  │              └─>Francisco de Sousa (1610-1674), 
marquis des Minas

            │  │  │  │        │  │  │  │                 │
            │  │  │  │        │  │  │  │                 ├─>
António Luís de Sousa
 
(pt)
 (1644-1721), 
gouverneur du Brésil

            │  │  │  │        │  │  │  │                 │  │
            │  │  │  │        │  │  │  │                 │  └─>
João de Sousa (1666-1722)
 
(pt)
, marquis des Minas
            │  │  │  │        │  │  │  │                 │     │
            │  │  │  │        │  │  │  │                 │     └─>
António Caetano Luís de Sousa
 
(pt)
 (1690-1757), marquis des Minas
            │  │  │  │        │  │  │  │                 │        │
            │  │  │  │        │  │  │  │                 │        └─>João de Sousa (1713-1745)
            │  │  │  │        │  │  │  │                 │           │
            │  │  │  │        │  │  │  │                 │           └─>
Maria Francisca de Sousa
 
(pt)
[
2
]
 (1745-1787), marquise des Minas
            │  │  │  │        │  │  │  │                 │              X 1760 Lourenço de Lancastre e Noronha (1735-1801)
, descendant d'
Henri II (roi de Castille)

            │  │  │  │        │  │  │  │                 │
            │  │  │  │        │  │  │  │                 └─>
João de Sousa (1647-1703)
 
(pt)
, 
gouverneur de Pernambouc
 
(pt)

            │  │  │  │        │  │  │  │                    │
            │  │  │  │        │  │  │  │                    └─>Diogo de Sousa (1690-1750)
            │  │  │  │        │  │  │  │                       │
            │  │  │  │        │  │  │  │                       └i>João de Sousa
            │  │  │  │        │  │  │  │                          │
            │  │  │  │        │  │  │  │                          └─>
Diogo de Sousa
 
(pt)
 (1755-1829), 
comte du Rio Pardo
 
(pt)
 et 
vice-roi de l'Inde

            │  │  │  │        │  │  │  │
            │  │  │  │        │  │  │  └─>
Manuel de Sousa
 
(pt)
 († 1549), 
archevêque de Braga

            │  │  │  │        │  │  │
            │  │  │  │        │  │  └─>Pedro, seigneur de 
Prado

            │  │  │  │        │  │     │
            │  │  │  │        │  │     ├─>Lopo, seigneur de Prado
            │  │  │  │        │  │     │  │
            │  │  │  │        │  │     │  ├─>
Martim Afonso de Sousa
, 
gouverneur de l'Inde

            │  │  │  │        │  │     │  │
            │  │  │  │        │  │     │  └─>
Pero Lopes de Sousa
 (1497-1539), 
donataire
 de la 
capitainerie d'Itamaracá

            │  │  │  │        │  │     │
            │  │  │  │        │  │     └─>João, abbé de 
Rates
 
(pt)

            │  │  │  │        │  │        │
            │  │  │  │        │  │        └i>
Tomé de Sousa
 (1503-1579), 
gouverneur du Brésil

            │  │  │  │        │  │
            │  │  │  │        │  └i>Afonso Martins
            │  │  │  │        │     │
            │  │  │  │        │     └─>Fernando Afonso da Silveira
            │  │  │  │        │        │
            │  │  │  │        │        └─>
João Fernandes da Silveira
 
(pt)
 († 1484), 
1
er
 
baron d'Alvito
 
(pt)

            │  │  │  │        │           │
            │  │  │  │        │           ├─>
Fernão da Silveira
 
(pt)
 († 1489)
            │  │  │  │        │           │
            │  │  │  │        │           ├─>Diogo, 
2
e
 baron d'
Alvito

            │  │  │  │        │           │  │
            │  │  │  │        │           │  ├─>Rodrigo, 
3
e
 baron d'Alvito
            │  │  │  │        │           │  │  │
            │  │  │  │        │           │  │  └─>
João Lobo da Silveira
 
(pt)
 († 1578), 
4
e
 baron d'Alvito
            │  │  │  │        │           │  │     │
            │  │  │  │        │           │  │     └─>Rodrigo Lobo da Silveira, 
5
e
 baron d'Alvito
            │  │  │  │        │           │  │        │
            │  │  │  │        │           │  │        └─>João Lobo da Silveira, 
6
e
 baron d'Alvito
            │  │  │  │        │           │  │           │
            │  │  │  │        │           │  │           └─>Luiz Lobo da Silveira, 
comte d'Oriola
 
(pt)
, 
gouverneur de Tanger
 
(pt)

            │  │  │  │        │           │  │              │
            │  │  │  │        │           │  │              └─>Vasco Lobo da Silveira († 1705)
            │  │  │  │        │           │  │                 │
            │  │  │  │        │           │  │                 └─>José António Lobo da Silveira Quaresma (1698-1773), marquis d'Alvito
            │  │  │  │        │           │  │                    │
            │  │  │  │        │           │  │                    └─>
Fernando José Lobo da Silveira Quaresma
 
(pt)
 (1727-1778), marquis d'Alvito
            │  │  │  │        │           │  │                       │
            │  │  │  │        │           │  │                       └─>
Joaquim José Lobo da Silveira
 
(de)
 (1772-1846)
            │  │  │  │        │           │  │                          │
            │  │  │  │        │           │  │                          ├─>
Eduard von Oriola
 (1809-1862)
            │  │  │  │        │           │  │                          │  │
            │  │  │  │        │           │  │                          │  ├─>
Waldemar von Oriola
 
(de)
 (1854-1910)
            │  │  │  │        │           │  │                          │  │
            │  │  │  │        │           │  │                          │  └─>
Joachim von Oriola
 (1858-1907)
            │  │  │  │        │           │  │                          │
            │  │  │  │        │           │  │                          ├─>
Alphonse Lobo da Silveira
 
(de)
 (1812-1863)
            │  │  │  │        │           │  │                          │
            │  │  │  │        │           │  │                          └─>Deodat Lobo da Silveira (1820-1873)
            │  │  │  │        │           │  │                             X Sophie zur Lippe-Weißenfeld (1827-1893)
            │  │  │  │        │           │  │                             │
            │  │  │  │        │           │  │                             └─>Eduard von Oriola (1863-1927)
            │  │  │  │        │           │  │                                │
            │  │  │  │        │           │  │                                └─>
Ralph von Oriola
 (1895-1970)
            │  │  │  │        │           │  │                                   │
            │  │  │  │        │           │  │                                   ├─>Barbara-Elisabeth von Oriola (1925-)
            │  │  │  │        │           │  │                                   │
            │  │  │  │        │           │  │                                   └─>Irina von Oriola (1945-)
            │  │  │  │        │           │  │
            │  │  │  │        │           │  └─>Luiz, seigneur de Pensões
            │  │  │  │        │           │     │
            │  │  │  │        │           │     └─>Rodrigo Lobo, seigneur de Sarzedas et de Pensões
            │  │  │  │        │           │        X Maria de Noronha da Silveira, dame de 
Sarzedas
 et de Fermosa
            │  │  │  │        │           │        │
            │  │  │  │        │           │        └─>Luiz Lobo da Silveira, seigneur de Sarzedas et de Fermosa
            │  │  │  │        │           │           │
            │  │  │  │        │           │           ├─>
Rodrigo Lobo da Silveira
 
(pt)
 († 1656), 
comte de Sarzedas
 
(pt)
 et 
vice-roi de l'Inde

            │  │  │  │        │           │           │  │
            │  │  │  │        │           │           │  └─>
Luís Lobo da Silveira
 
(pt)
 (1640-1706), comte de Sarzedas et seigneur de 
Sobreira Formosa
 
(pt)

            │  │  │  │        │           │           │     │
            │  │  │  │        │           │           │     ├─>
Rodrigo Lobo da Silveira
 
(pt)
 (1663-1735), comte de Sarzedas
            │  │  │  │        │           │           │     │  │
            │  │  │  │        │           │           │     │  └─>
Teresa Inês Marcelina Vitória da Silveira
 
(pt)
 (1695-1747), comtesse de Sarzedas
            │  │  │  │        │           │           │           X 
António Luís de Távora
 
(pt)
 († 1737)
            │  │  │  │        │           │           │     │
            │  │  │  │        │           │           │     └─>Joana Madalena de Noronha (1673-1729)
            │  │  │  │        │           │           │        X 1688 
Francisco Xavier de Meneses
 (1673-1743), 
comte d'Ericeira

            │  │  │  │        │           │           │
            │  │  │  │        │           │           └─>Fernão da Silveira
            │  │  │  │        │           │              │
            │  │  │  │        │           │              └─>Luís Baltasar da Silveira (1647-1737)
            │  │  │  │        │           │                 │
            │  │  │  │        │           │                 └─>
Brás Baltasar da Silveira
 
(pt)
 (1674-1751), 
gouverneur de São Paulo et Minas de Ouro

            │  │  │  │        │           │
            │  │  │  │        │           └─>Filipe († 1541)
            │  │  │  │        │              │
            │  │  │  │        │              └─>Francisco († 1552), seigneur de Calhariz
            │  │  │  │        │                 │
            │  │  │  │        │                 └─>Filipe (1528-1583), seigneur de Calhariz
            │  │  │  │        │                    │
            │  │  │  │        │                    └─>Francisco (1561-1615), seigneur de Calhariz
            │  │  │  │        │                       │
            │  │  │  │        │                       └─>António († 1680), seigneur de Calhariz
            │  │  │  │        │                          │
            │  │  │  │        │                          └─>Francisco (1631-1711), seigneur de Calhariz
            │  │  │  │        │                             │
            │  │  │  │        │                             └─>Filipe (1666-1714), seigneur de Calhariz
            │  │  │  │        │                                │
            │  │  │  │        │                                └─>Manuel (1703-1759), seigneur de Calhariz
            │  │  │  │        │                                   X 
Maria Anna Leopoldine de Schleswig-Holstein-Sonderbourg-Beck
 (1717-1789)
            │  │  │  │        │                                   │
            │  │  │  │        │                                   ├─>
Frederico Guilherme de Sousa Holstein
 
(pt)
 (1737-1790), 
gouverneur de l'Inde

            │  │  │  │        │                                   │
            │  │  │  │        │                                   └─>Alexandre de Sousa Holstein (1751-1803), comte de 
Sanfrè

            │  │  │  │        │                                      │
            │  │  │  │        │                                      └─>
Pedro de Sousa Holstein
 (1781-1850), duc de Palmela et du Faial
            │  │  │  │        │                                         │
            │  │  │  │        │                                         ├─>Eugénia Maria de Sousa Holstein (1813-1884)
            │  │  │  │        │                                         │  X 1842 
Brás Maria da Silveira e Lorena
 
(pt)
[
3
]
 (1814-1867), 
marquis des Minas

            │  │  │  │        │                                         │
            │  │  │  │        │                                         ├─>
Francisco de Sousa Holstein
 
(pt)
 (1838-1878), marquis de Sousa Holstein
            │  │  │  │        │                                         │  │
            │  │  │  │        │                                         │  └─>
Luís de Sousa Holstein
 
(pt)
 (1868-1935), marquis de Sousa Holstein
            │  │  │  │        │                                         │
            │  │  │  │        │                                         ├─>
Tomás de Sousa Holstein
 
(pt)
 (1839-1887), marquis de Sesimbra
            │  │  │  │        │                                         │
            │  │  │  │        │                                         └─>
Filipe de Sousa Holstein
 
(pt)
 (1841-1884), marquis de Monfalim
            │  │  │  │        │
            │  │  │  │        └─>
Afonso Vasques de Sousa
 
(pt)
 (1370-1425)
            │  │  │  │           │
            │  │  │  │           ├─>
Afonso Vasques de Sousa II
 
(pt)

            │  │  │  │           │  │
            │  │  │  │           │  └i>
Luís de Sousa
 
(pt)

            │  │  │  │           │     │
            │  │  │  │           │     └─>
Henrique de Sousa
 
(pt)

            │  │  │  │           │        │
            │  │  │  │           │        └─>
António de Sousa
 
(pt)

            │  │  │  │           │           │
            │  │  │  │           │           └─>
Matias de Sousa
 
(pt)

            │  │  │  │           │              │
            │  │  │  │           │              └─>
Pedro de Sousa
 
(pt)

            │  │  │  │           │
            │  │  │  │           └─>Jorge de Sousa
            │  │  │  │              │
            │  │  │  │              └─>Francisco de Sousa
            │  │  │  │                 │
            │  │  │  │                 └─>Jorge de Sousa
            │  │  │  │                    │
            │  │  │  │                    └─>Francisco de Sousa
            │  │  │  │                       │
            │  │  │  │                       └─>Jorge de Sousa
            │  │  │  │                          │
            │  │  │  │                          └─>Martim de Sousa
            │  │  │  │                             │
            │  │  │  │                             └─>Luiz de Sousa
            │  │  │  │                                X Marianna
, fille de 
Sancho Manuel de Vilhena
, descendant de 
Ferdinand III de Castille

            │  │  │  │                                │
            │  │  │  │                                └─>Martim de Sousa Menezes (1670–1733), 
comte de Vila Flor
 
(pt)

            │  │  │  │                                   │
            │  │  │  │                                   └─>Luiz Manuel de Sousa Menezes (1700–1752), comte de 
Vila Flor

            │  │  │  │                                      │
            │  │  │  │                                      └─>António de Sousa Menezes (1725–1791), comte de Vila Flor
            │  │  │  │                                         │
            │  │  │  │                                         └─>António de Sousa Manuel de Meneses (1765–1795), comte de Vila Flor
            │  │  │  │                                            │
            │  │  │  │                                            └─>
António José de Sousa Manuel de Meneses
 (1792–1860), 
duc da Terceira
 
(pt)

            │  │  │  │
            │  │  │  ├i>Eléonore 
            │  │  │  │  X 1) Stephane Anes de Sousa, grand-chancelier de Portugal (+1272)
            │  │  │  │  X 2) Gonçalo Garcia de Sousa, comte de Neiva
            │  │  │  │
            │  │  │  ├i>Rodrigue (-1302) prieur de Santarem
            │  │  │  │
            │  │  │  ├i>Urraque
            │  │  │  │  X Pierre Anes Gago de Riba de Vizela (+1292)
            │  │  │  │
            │  │  │  ├i>Eléonore (1259), nonne
            │  │  │  │
            │  │  │  ├i>Urraque (-1319), nonne
            │  │  │  │
            │  │  │  └i>Henri, mort en Palestine
            │  │  │
            │  │  ├─>Ferdinand (1217-1246), infant de Portugal, seigneur de Serpa et de Lamego
            │  │  │  X Sancha Hernandez de Lara
            │  │  │  │
            │  │  │  ├─>Eléonore Fernandes (1244-jeune)
            │  │  │  │
            │  │  │  └i>Sanche Fernandes, prieur de S. Estêvão
            │  │  │
            │  │  ├─>Vincent Alphonse (1219-jeune)
            │  │  │
            │  │  ├─>
Éléonore de Portugal (1211-1231)

            │  │  │  X 
Valdemar III de Danemark
 (+1231)
            │  │  │
            │  │  └i>Jean Alphonse (+1234), moine à Alcobaça
            │  │
            │  ├─>
Pierre, infant de Portugal (1187-1256)
, roi de Majorque
            │  │    X Arumbaix, comtesse d'Urgel (1180-1231)
            │  │  │
            │  │  ├i>Rodrigue Pires 
            │  │  │
            │  │  └i>Ferdinand Pires
            │  │
            │  ├─>
Ferdinand
, infant de Portugal (1188-1233)
            │  │  X 
Jeanne de Flandre
, comtesse de Flandre
            │  │  │
            │  │  └─>Marie (1224-1236)
            │  │
            │  ├─>Henri Sanches (1189-1191)
            │  │
            │  ├─>Blanche Sanches (1192-1240)
            │  │
            │  ├─>
Bérengère
 (1194-1221)
            │  │  X 
Valdemar II de Danemark
 (+1241)
            │  │
            │  ├─>Mathilde, Mahaut ou 
Mafalda Sanches
 (1197-1257)
            │  │ x 
Henri 
I
er
 (1204-1217), roi de León et Castille
            │  │
            │  ├i>Martin Sanches (-1260), comte de Trastamare
            │  │  X Eulalie Peres de Castro
            │  │
            │  ├i>Urraque Sanches
            │  │  X Laurent Soares de Ribadouro
            │  │
            │  ├i>Nuno Sanches (1174-jeune)
            │  │
            │  ├i>Gilles Sanches (-1236)
            │  │  X Marie Garcia de Sousa
            │  │
            │  ├i>Rodrigue Sanches (-1245)
            │  │  │
            │  │  └─>Alphonse Rodrigues, moine franciscain
            │  │
            │  ├i>Thérèse Sanches (-1230)
            │  │  X Alphonse Teles de Meneses, seigneur d'Albuquerque (+1230)
            │  │
            │  ├i>Constance Sanches (1204-1269), nonne
            │  │
            │  └i>Maior Sanches, nonne
            │
            ├─>Jean Alphonse (1156-jeune)
            │
            ├─>
Mathilde
, infante de Portugal (1157-1218)
            │  X 1) 
Philippe d'Alsace
, comte de Flandre
            │  X 2) 
Eudes III de Bourgogne
, duc de Bourgogne
            │
            ├i>Ferdinand Alphonse
            │
            ├i>Pierre Alphonse, grand-maître de l'Ordre d'Aviz (+ 1169)
            │
            ├i>Alphonse Alphonse (-1207) 
11
e
 grand-maître de l'ordre de Saint-Jean de Rhodes
            │
            ├i>Thérèse Alphonse
            │  X 1) Sanche Nunes, seigneur de Barbosa
            │  X 2) Ferdinand Mendes, seigneur de Bragance 
            │ 
            └i>Urraque Alphonse, dame de Aveiro
              X Pierre Alphonse Viegas
```